# سیال عامل

کار در این سامانه سیلندر و پیستون روی سیال عامل در حال انجام است.

سیال عامل (به انگلیسی: Working fluid) در علومی چون مکانیک و ترمودینامیک به گاز یا مایع فشرده‌ای گفته می‌شود که موجب ایجاد کار مکانیکی در سامانه می‌شود. مانند بخار آب، موتور بخار یا روغن در جک هیدرولیک یا گاز فشرده در جک پنوماتیک.